# Slovenské kresťansko-demokratické hnutie
Slovenské kresťansko-demokratické hnutie (česky Slovenské křesťansko-demokratické hnutí, zkratka SKDH, později Kresťanská sociálna únia Slovenska, zkratka KSÚ) byla československá a slovenská politická strana, vzniklá roku 1992 odštěpením od Křesťanskodemokratického hnutí (KDH).

## Dějiny a ideologie
Vznik strany se datuje do 7. března 1992, kdy dlouhodobé spory uvnitř KDH ohledně česko-slovenského státnoprávního uspořádání vyvrcholily odštěpením některých politiků od KDH a ustavením samostatného politického subjektu. 28. března 1992 se pak konal ustavující sněm SKDH. Předsedou se stal Ján Klepáč, místopředsednické posty zaujal Viliam Oberhauser a Bartolomej Kunc. K SKDH přešli i někteří poslanci Federálního shromáždění a Slovenské národní rady. SKDH byla ideologicky formací křesťanského charakteru, v státoprávních otázkách preferovala česko-slovenskou konfederaci. V tomto ohledu měla blízko k Slovenské národní straně, s níž sdílela jako jediná větší politická formace požadavek ukončení existence československé federace. Ve volbách v roce 1992 ale SKDH neuspělo a významnějších výsledků nedosáhlo ani po zániku Československa, kdy působilo v slovenské politice. Od konce roku 1992 SKDH vystupovalo pod názvem Kresťanská sociálna únia Slovenska (KSÚ). V slovenských parlamentních volbách roku 1994 získala KSÚ jen 2 % hlasů a nedosáhla na poslanecké mandáty.

## Volební výsledky
1992
- Volby do Slovenské národní rady 1992 – 94 162 hlasů, 3,05 % hlasů, 0 mandátů
- Volby do Sněmovny lidu Federálního shromáždění 1992 – 106 612 hlasů, 3,44 % hlasů, 0 mandátů
- Volby do Sněmovny národů Federálního shromáždění 1992 – na Slovensku 100 054 hlasů, 3,24 % hlasů, 17 mandátů

1994 (jako Kresťanská sociálna únia Slovenska)
- Parlamentní volby na Slovensku 1994 – 59 217 hlasů, 2,05 % hlasů, 0 mandátů